# Xedon

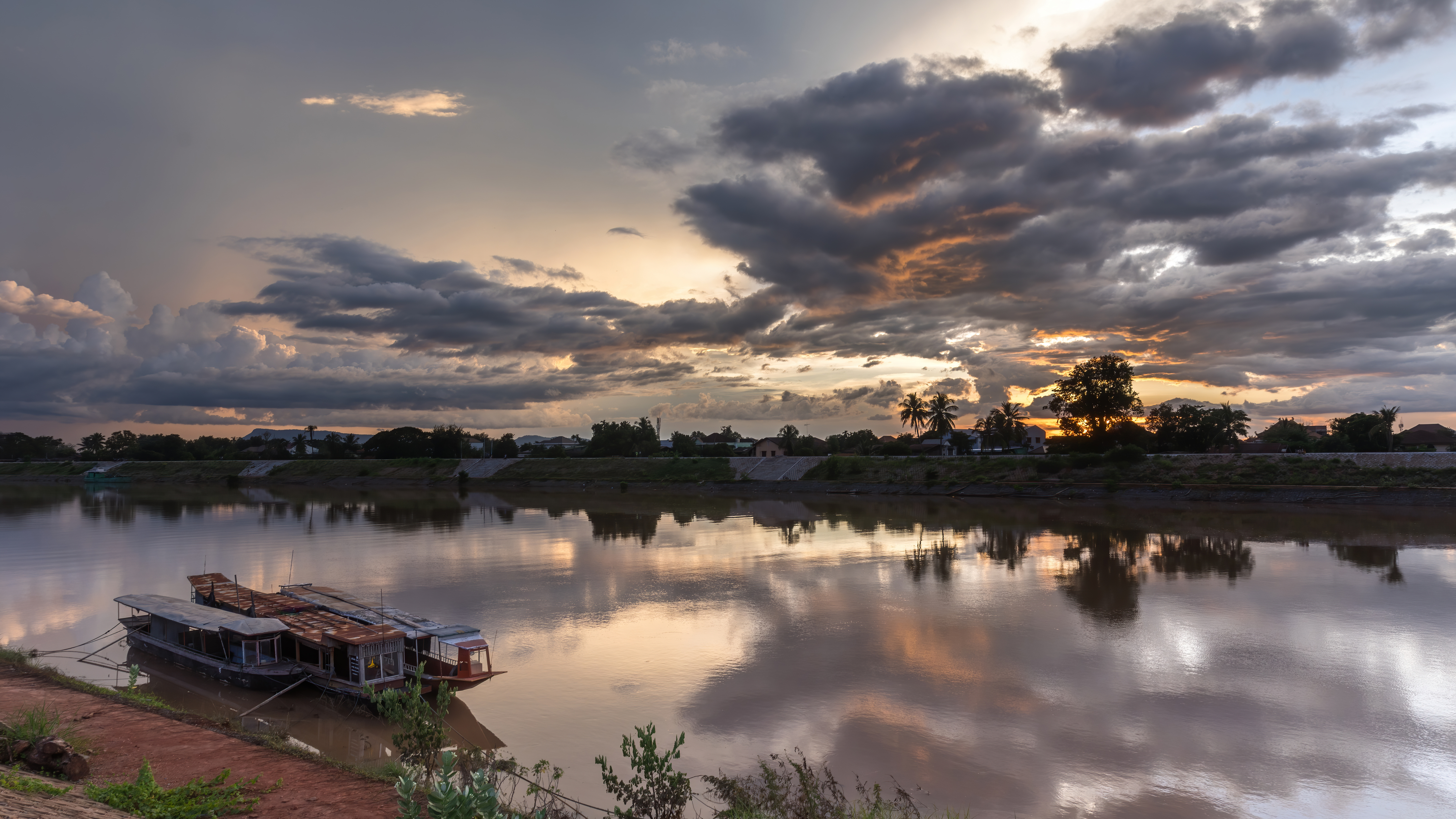
Xedon w mieście Pakxé

Xedon (laot. ຄົງເຊໂດນ Không Xédôn, także Xedone lub Xé Dôn) – rzeka w Laosie. W mieście Pakxé wpada do Mekongu, gdzie jego brzegi łączą mosty francuski i rosyjski. Raz w roku w Pakxé odbywają się na niej wyścigi smoczych łodzi.